# 短頭鈍雀鯛
短頭鈍雀鯛（学名：Amblypomacentrus breviceps），又名厚殼仔，为鱸形目雀鯛科鈍雀鯛屬下的一个种。该物种主要分布于西太平洋的热带海域，包括印尼、菲律賓、台灣澎湖群島、新幾內亞、索羅門群島，深度2至25公尺，本魚體呈卵圓形且側扁，體色珍珠白色, 有三個黑色的橫帶, 第一個越過頭部經過眼, 其他2條橫帶從背部到大約側邊的中段，毗連的背鰭黑色，稚魚有黃色的腹部區域與腹鰭，背鰭硬棘13枚、背鰭軟條11-12枚、臀鰭硬棘2枚、臀鰭軟條12-13枚，體長可達8.5公分，棲息在潟湖及礁沙混合的近海，單獨或成小群活動，幼魚與海葵共生，可做為觀賞魚。